# 当せん金付証票法
当せん金付証票法（とうせんきんつきしょうひょうほう、昭和23年法律第144号）は、主に宝くじの販売などの規制に関する日本の法律である。通称宝くじ法。
地方財政法に基づく地方公共団体の財源調達に関する特別法で、1948年（昭和23年）7月12日公布。

## 主務官庁
- 総務省自治財政局地方債課

## 概要
- いわゆる宝くじは、その売上金をもって、地方財政に当てるための資金として確保することが目的とされている。（第1条）
- 当せん金の最高の金額は、額面金額の50万倍を上限とする。ただし、総務大臣の指定するものの上限は250万倍（加算金のある場合は500万倍）とする。 （第5条）
- 当せん金品には、所得税を課さない。（第13条）
- 海外で発売されている宝くじを購入することを禁じており、購入すると犯罪として罰則が科せられる。（刑法187条）

## 第11条の2
出典：
1954年の法改正時に追加された。大阪府岸和田市である女性はたまたま拾った宝くじが当たっていることを知りながら、遺失物として警察へ届けた。警察では債権保全のために民法の規定に従って忠実に管理義務を履行しようが、当時の法律ではこの宝くじの当せん金の支払いや交付は請求できず、やがてこのくじは法第12条に規定された1年間の時効を迎えてしまい、遺失物として届け出た女性は1円も受け取ることができなかった。この事案を踏まえ、当せんしている宝くじが遺失物として警察で管理されてそのまま時効を迎えてしまい遺失物を届け出た人物が当せん金を受け取れなくなる事態を避けるために「警察署長は、（略）時効により消滅するおそれがある場合に限り、（略）当せん金品の支払又は交付の請求をしなければならない」という規定が設けられることになった。